# شکرلی (آغ‌استفا)
شکرلی (به لاتین: Şəkərli) یک منطقه مسکونی در جمهوری آذربایجان است که در شهرستان آغ‌استفا واقع شده است.